# Anna Petrovna
Anna Petrovna (en rus Анна Петровна) (Moscou, 27 de gener de 1708 - Kiel, 4 de març de 1728) va ser la primera filla del tsar Pere el Gran (1672-1725) i de Caterina I de Rússia (1684-1727).
Anna Petrovna va néixer abans del casament dels pares i va ser legitimada quatre anys després, en el moment de la boda, el 1712.

## Matrimoni i fills
Els seus pares van decidir casar-la amb el duc Carles Frederic de Holstein-Gottorp (1700-1739), fill de Frederic IV de Holstein-Gottorp (1671-1702) i de la princesa sueca Hedwig Sofia (1681-1708). El 24 de novembre de 1724 es va concretar el matrimoni, estipulant-se que Cel duc i Anna Petrovna renunciaven al tron de Rússia. El casament va tenir lloc uns mesos després, el 21 de maig de 1725, a San Petersburg, quan ja havia mort Pere el Gran. El 1727 el matrimoni va establir-se a Kiel, que era la capital de Holstein, on l'any següent va néixer el seu fill, Carles Pere Ulrich (1728-1762), que esdevindria tsar de Rússia com a Pere III, iniciant-se amb ell la dinastia Romanov. Anna Petrovna va morir poc després del naixement del seu fill. El seu marit va morir el 1739 i Friedrich Wilhelm von Bergholtz (1699–1771), que havia acompanyat el duc de Holstein-Gottorp a Rússia i que hi va romandre amb la parella fins que van marxar a Kiel, va fer de tutor de Karl Peter Ulrich.